# Земгалы

Карта расселения балтийских народов ок. 1200 года

Зе́мгалы (латыш. zemgaļi, древняя форма ziemgaļi, лит. žemgaliai; в древнерусских летописях зимѣгола, также рус. семигаллы; лат. Semigalli) — один из балтских народов, живших на юге Латвии в Земгалии и на севере Литвы. Были известны своим продолжительным сопротивлением немецким крестоносцам. До XVI века — балтская народность. Позже земгалы вместе с соседними латгалами, куршами, селами и ливами образовали народ латышей, часть вошла в состав литовского народа.

## История

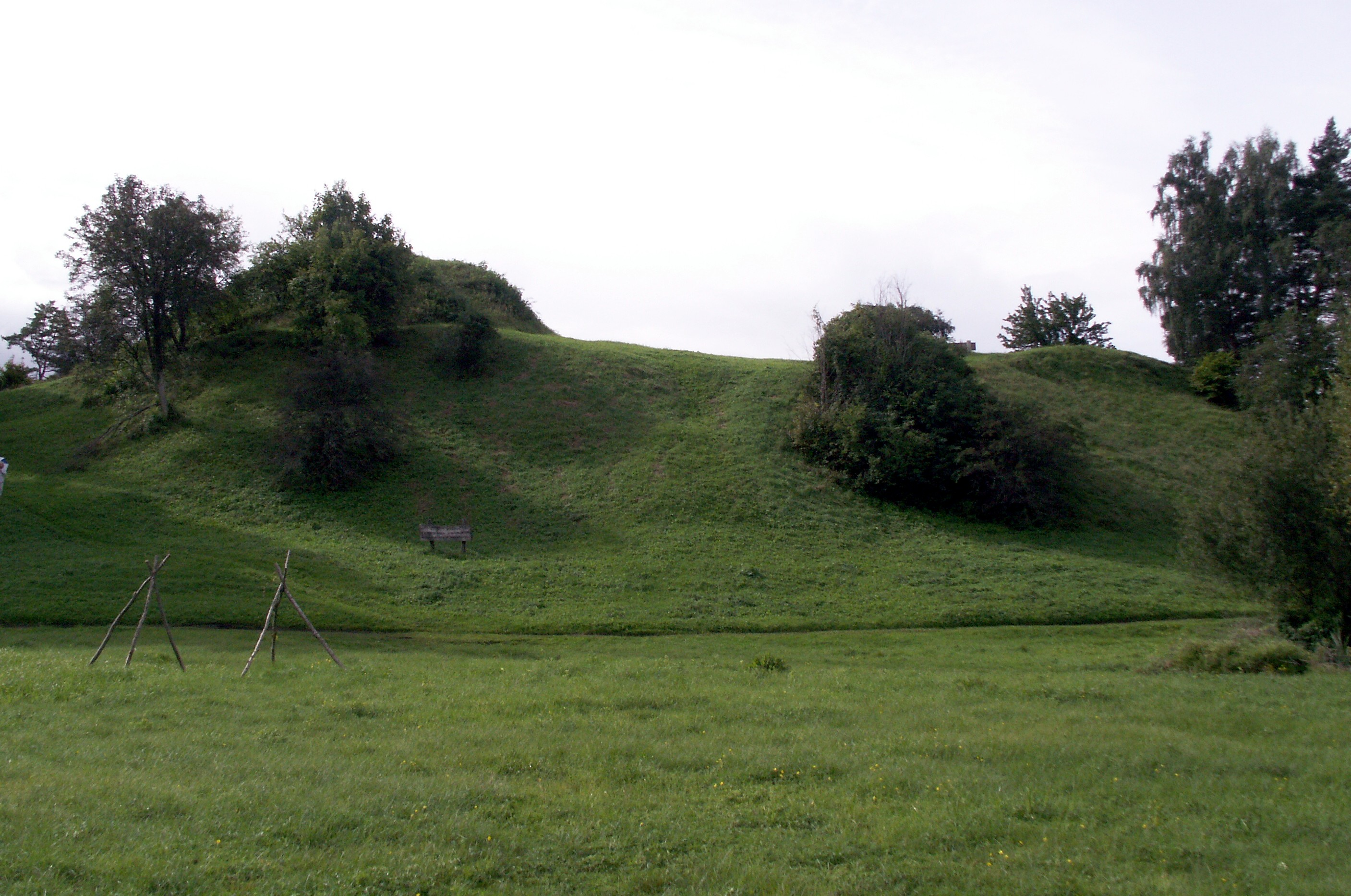
Руины крепости Тервете в 2010.

В эпоху феодальной раздробленности на Руси земгалы являлись серьёзными военными противниками для русских княжеств. Русские летописи утверждают, что когда Рюриковичи попытались подчинить себе земгалов, они разгромили вторгшуюся в Полоцк армию под предводительством князя Рогволода Всеславича в 1106 году. Погибло 9 000 русских воинов.
Некоторые историки полагают, что земгалы были одним из первых балтийских народов, установивших централизованную власть. Однако она была слаба вследствие борьбы племенной знати за власть и влияние. Заметным земгальским вождём был Виестартс или Виестур. Примирив рассоренные земгальские кланы и создав единое государство в начале XIII века, Виестур заключил союз с Ливонским орденом с целью победить внешних соперников. Однако после того, как немцы нарушили союзнический договор и вторглись в его земли, Виестур объединился с жемайтами, вместе с которыми достиг своей самой громкой победы — разгрома Ливонского ордена в битве при Сауле (ныне Шяуляй) в 1236.
Другим известным предводителем земгалов был Намейсис, почти легендарная фигура в латышской литературе. По преданию, он собирался провести самый крупный в истории военный поход объединённых балтских народов. Его целью было ответное нападение на земли Ордена и их завоевание. Тем не менее, можно с уверенностью сказать, что в 1270-х появился новый сильный монарх, который одержал несколько крупных побед над ливонскими рыцарями в Земгалии и Восточной Пруссии.
В 1285 году тевтонцы построили замок Хайлигенберг напротив главной земгальской твердыни.
В 1290 году этот замок был осаждён жемайтами и земгалами, но приступ замка провалился. После этого около 100 000 человек сожгли свои жилища и ушли в Жемайтию и Литву.

## Земгалы в искусстве

### В литературе
- В «Повести временных лет» говорится, что земгалы (зимѣгола) платили дань Руси. Тем не менее, в 1106 они разгромили Всеславичей, убив девять тысяч их дружинников
- На русский язык переведена книга латышского писателя Лаймониса Пурса «Пылающее городище» («Лиесма» 1972; Laimonis Purs, «Degosais pilskalns»), одна из книг тетралогии, посвящённая древней Земгалии. Она рассказывает о жизни земгалов накануне заключения мира с крестоносцами в 1272 году.

### В кинематографе
- Кольцо Намея (en:The Pagan King) — художественный фильм (Великобритания, Латвия), режиссер Айгарс Грауба (lv:Aigars Grauba)